# Nordbyerne (Sild)
Nordbyerne (dansk), Norddörfer (tysk) eller Nuurðtērper (sildfrisisk) betegner landsbyerne Brarup, Kampen og Venningsted på friserøen Sild i det nordlige Nordfrisland / Sydslesvig. Begrebet går tilbage til øens danske tid før den dansk-tyske krig 1864. Dengang var øen delt. Den nordlige del omkring fiskerlejet List (Listland) tilhørte (som kongerigske enklave) umiddelbart den danske konge, den største del af øen derimod tilhørte Hertugdømmet Slesvig, som var et len af den danske krone. Landsbyerne syd for Listlandet var de nordlige i øens hertuglige del og kaldtes derfor for Nordbyerne. Senere under prøjserne blev Nordbyerne en selvstændig kommune. 1905 havde Nordbyerne 394 indbyggerne på 15,14 km2.